# Scopula candicans
Scopula candicans là một loài bướm đêm trong họ Geometridae.